# Foutou igname

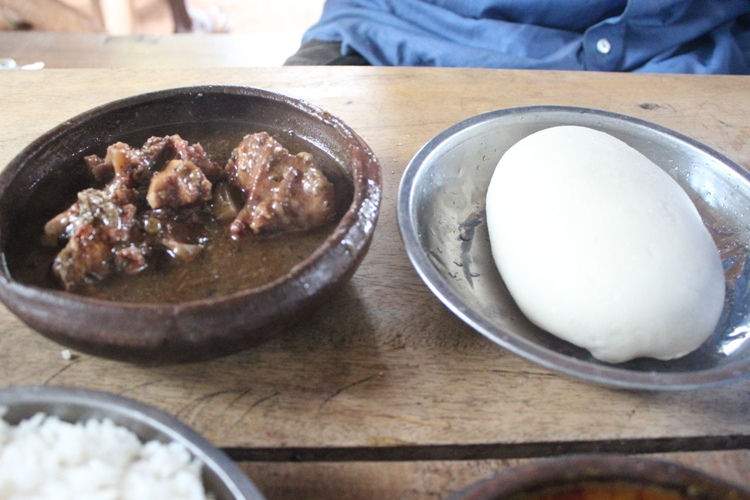
Foutou igname à la sauce djoungblé

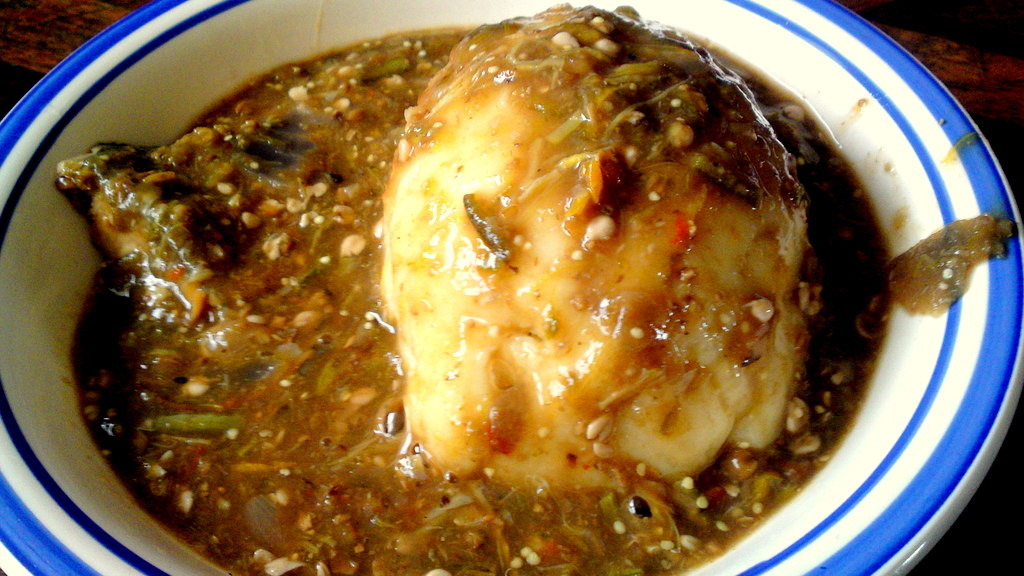
Foutou igname à la sauce Gouagouassou

Un foutou igname est un plat ivoirien, consommé surtout chez les Gouros de la Marahoué, les Baoulés, au Centre, à l'Est et au Nord de la Côte d'Ivoire,.
Il s'obtient en préparant une bouillie d'igname pilée. Il peut être accompagné de la sauce aubergine.